# Trương Kỷ Trung
Trương Kỷ Trung (sinh ngày 23 tháng 8 năm 1951) là đạo diễn, nhà sản xuất, nhà giáo, tác giả nổi tiếng người Trung Quốc. Ông được biết đến là một trong những nhà sản xuất phim truyền hình nổi tiếng ở Trung Quốc. Những tác phẩm nổi tiếng nhất của ông bao gồm các tác phẩm chuyển thể từ Tứ đại danh tác trong văn học Trung Quốc và được phát sóng trên CCTV cụ thể là Tây Du Ký, Tam quốc diễn nghĩa và Thủy hử cũng như các tác phẩm chuyển thể từ tiểu thuyết võ hiệp của Kim Dung. Ông cũng được biết đến với việc xây dựng các hãng phim điện ảnh lớn với sự hỗ trợ của chính quyền địa phương, các bối cảnh trong phim sau này đã được phát triển thành các điểm tham quan du lịch.
Các tác phẩm chuyển thể của Trương Kỷ Trung từ tác phẩm của Kim Dung có phần gây tranh cãi ở Trung Quốc. Sự đón nhận của công chúng đối với các tác phẩm này nói chung là trái chiều vì một số người cảm thấy các tác phẩm của ông phần lớn là cường điệu, lộn xộn và khoa trương trong khi những người khác lại ủng hộ kinh phí lớn và việc sử dụng các địa điểm đẹp như tranh vẽ của ông.

## Cuộc đời và sự nghiệp

### Tài bất phùng thời
Ông sinh ra tại Sơn Đông, Trung Quốc. Thân phụ ông thời trẻ là một thương gia, từng cộng tác Quốc dân Đảng. Trong những năm đầu đời, Trương Kỷ Trung và bảy anh chị em của mình đã phải chịu đựng nhiều gian khổ vì cha ông là người đứng đầu 1 tỉnh lỵ của Quốc dân đảng. Tuy nhiên, Trương Kỷ Trung lại sinh ra và lớn lên khi Hoa lục hoàn toàn nằm dưới quyền kiểm soát của Đảng Cộng sản Trung Quốc. Vì thế, quá khứ của cha ông đã ảnh hưởng không ít đến cuộc đời và sự nghiệp của ông.
Tài năng của Trương Kỷ Trung được biểu lộ rất sớm. Năm 1962, được sự khuyến khích của thầy cô, ông tham gia thi vào khoa vũ đạo trường Nghệ thuật Giải phóng quân. Tuy dễ dàng vượt qua các vòng thi năng khiếu, vấn đáp, nhưng cuối cùng Trương lại bị đánh hỏng vì quá khứ của cha mình. Điều này vẫn tiếp tục tác động đến ông sau này.
Năm 1968, khi Cách mạng Văn hóa vừa đi những bước đầu, một phong trào "Tiến về nông thôn" được phát động, huy động hàng trăm ngàn trí thức trẻ sống ở các thành phố đi về các vùng nông thôn để sống, lao động và học hỏi kinh nghiệm của những người công nhân và nông dân. Trương Kỷ Trung, cũng như nhiều sinh viên học sinh khác bấy giờ, hăng hái tham gia, nhưng không một nơi nào chịu nhận người có quá khứ "tư bản phản động" như ông. Ông lặng lẽ trở về Bắc Kinh, nhẫn nhịn chịu đựng cơn bão "Văn hóa" đang càn quét khắp Trung Hoa.
Năm 1972, ông một lần nữa thử vận may, đăng ký tham gia thi vào Học viện nghệ thuật trung ương. Một lần nữa, các vòng thi vẫn không phải là vấn đề. Nhà trường vẫn không muốn dung nạp "phần tử đen", "kẻ thù của nhân dân" Trương Kỷ Trung. Quá chán nản, ông đành rời Bắc Kinh, xin được "cải phóng", đến một khu mỏ than ở Sơn Tây, làm công nhân, sau đó được phân công làm giáo viên dạy môn lịch sử.

### Khởi nghiệp diễn xuất
Rất may mắn cho Trương Kỷ Trung, khu mỏ than nơi ông công tác có tổ chức một đoàn văn nghệ nghiệp dư, thường xuyên biểu diễn cho các công nhân. Ông tích cực tham gia phong trào văn nghệ và nhanh chóng trở thành một trong những thành viên chủ lực của đoàn. Không lâu sau, ông còn được cử đến đoàn kịch nói Sơn Tây để học thêm về diễn xuất.
Bấy giờ, cuộc Cách mạng Văn hóa đã đi vào hồi kết. Thời gian học tập tại Đoàn kịch nói Sơn Tây, ông đã gặp Tôn Đạo Lâm, một diễn viên và là thành viên lãnh đạo của đoàn. Nhận ra tài năng của ông, Tôn Đạo Lâm khuyến khích Trương Kỷ Trung thi tuyển làm diễn viên chính thức. Năm 1978, ông chính thức rời mỏ than để trở thành diễn viên kịch nói. Khi đó, ông đã 27 tuổi.
Với khả năng diễn xuất và ngoại hình tốt, từ một vai diễn nhỏ trong vở kịch "Tây An sự biến", chỉ vỏn vẹn 8 câu thoại (141 từ), Trương Kỷ Trung nhanh chóng trở thành diễn viên nam chính của Đoàn kịch nói Sơn Tây. Chưa đầy 1 năm sau, ông được mời tham gia đóng phim tại Thượng Hải với vai nam chính trong bộ phim "Thời thanh niên của chúng tôi". Từ đó, ông bắt đầu bước vào lĩnh vực điện ảnh.
Trước sau, Trương Kỷ Trung tham gia vai chính trong 5 bộ phim, trong đó có "Vũ luyến" và "Đài đảo di hận" thu hút được nhiều sự chú ý của khán giả. Thời gian chủ yếu, ông vẫn tiếp tục là một trong những diễn viên kịch nói chủ lực của Đoàn kịch nói Sơn Tây.

### Tài năng nở rộ
Năm 1983, Đài truyền hình Sơn Tây khởi quay bộ phim "Dương gia tướng", do Trương Thiệu Lâm làm đạo diễn. Trương Kỷ Trung được mời đóng vai Dương Diên Chiêu. Từ mối quan hệ khởi đầu này, đã hình thành bước thay đổi lớn trong sự nghiệp của Trương Kỷ Trung cũng như mối quan hệ lâu dài của hai người họ Trương.
Năm 1989, ông cùng đạo diễn Trương Thiệu Lâm hợp tác quay bộ phim "Trăm năm hoạn nạn". Đây là lần đầu tiên Trương Kỷ Trung tham gia với vai trò nhà sản xuất. Bộ phim đã giành được sự quan tâm của công chúng và đã đoạt giải thưởng "Năm một công trình". Tiếp tục thành công, hai người đàn ông họ Trương cho ra đời các bộ phim "Có 1 cảnh dân như thế" (1989), "Người tốt Yến Tư Khiêm" (1990). Cả hai bộ phim này đều đoạt giải thưởng "Phim truyện hay nhất" tại các cuộc liên hoan phim truyền hình "Phi thiên".
Năm 1992, hai ông xin hợp tác với Đài truyền hình trung ương Trung Quốc quay bộ phim Tam Quốc Diễn Nghĩa. Dù ban đầu bị từ chối, nhưng cuối cùng hai ông lại được mời đảm nhận chế tác 13 tập. Đây cũng là 13 tập có độ khó cao với những cảnh quay ngoại cảnh chiến trận quy mô, hoành tráng. Tuy nhiên, sự thành công vượt bậc của 13 tập phim do hai ông sản xuất đã đưa danh tiếng Trương Kỷ Trung vang dội trong giới làm phim Trung Quốc. Năm 1994, hai ông được mời tham gia sản xuất phim Thủy hử và một lần nữa thành công.
Năm 1999, Trương Kỷ Trung bắt tay vào sản xuất phim kiếm hiệp Kim Dung. Lần lượt các xuất phẩm "Tiếu ngạo giang hồ" (2001), "Anh hùng xạ điêu", "Thiên Long bát bộ" (2003), "Thần điêu hiệp lữ" (2006), "Bích Huyết Kiếm" (2007), "Lộc Đỉnh ký" (2008), "Ỷ Thiên Đồ Long ký" (2009) ra đời, được người xem đón nhận.

Cùng năm 2008 ông chuyển sang sản xuất bộ phim kiếm hiệp Đại Đường du hiệp truyện dựa theo tác phẩm cùng tên của Lương Vũ Sinh
Năm 2009, Trương Kỷ Trung bắt tay vào sản xuất một danh tác khác của Trung Quốc: Tây du ký. Trước ông, rất nhiều đạo diễn và diễn viên đã thành công với tác phẩm này, đặc biệt là sự thành công của bộ phim truyền hình Tây du ký phiên bản năm 1986 do Dương Khiết làm đạo diễn. Được trình chiếu cuối năm 2011, bộ phim Tây du ký của Trương Kỷ Trung được xem là mới mẻ, "thật" và kỳ ảo hơn với những kỹ xảo tân tiến, nhưng nhiều đánh giá cho rằng về mặt nghệ thuật vẫn chưa khả dĩ so sánh được với phiên bản Tây du ký của Dương Khiết, vốn đã là tượng đài vững chắc trong lòng nhiều thế hệ khán giả.

### Đời tư hôn nhân
Trương Kỷ Trung từng kết hôn cùng Phàn Hinh Mạn, nhưng cả hai sau đó đã ly hôn. Hậu ly hôn, hai người liên tục tố cáo nhau trên báo chí gây loạt drama khiến netizen xứ Trung ngán ngẩm. Tháng 3/2017, nam đạo diễn đi thêm bước nữa cùng Đỗ Tinh Lâm, cả hai bí mật kết hôn và sinh con đầu lòng cùng năm. Vợ của Trương Kỷ Trung - Đỗ Tinh Lâm kém ông 31 tuổi và có con trai riêng từ mối quan hệ trước. Cuộc hôn nhân của cả hai vấp phải nhiều chỉ trích của công chúng, vì khi đứng cạnh nhau giống cha con hơn là 1 cặp vợ chồng.

## Các phim đã tham gia
| Năm  | Tên tiếng Việt | Tên tiếng Anh | Tên tiếng Trung |
| ---- | -------------- | ------------- | --------------- |
| 1981 | Vũ luyến       | Wulian        | 舞戀            |
| 1982 | Đài đảo di hận | Taiwan Yihen  | 台灣遺恨        |

| Năm  | Tên tiếng Việt               | Tên tiếng Anh                   | Tên tiếng Trung | Chức vụ &Vai diễn (nếu có)        | Ghi chú                                      |
| ---- | ---------------------------- | ------------------------------- | --------------- | --------------------------------- | -------------------------------------------- |
| 1983 | Dương gia tướng              | Yangjia Jiang                   | 楊家將          | Dương Diên Chiêu                  |                                              |
| 1989 | Trăm năm hoạn nạn            | One Hundred Years of Suffering  | 百年憂患        | Nhà sản xuất                      | Giải thưởng "5 nhất"                         |
| 1989 | Có 1 cảnh dân như thế        | The People's Policeman          | 有這樣一個民警  | Nhà sản xuất                      | Giải thưởng "Phi thiên"                      |
| 1990 | Người tốt Yên Tư Khiêm       | Good Man Yan Juqian             | 好人燕居謙      | Nhà sản xuất                      | Giải thưởng "Phi thiên", "5 nhất"            |
| 1990 | Đội trưởng hình cảnh         | Vice Squad General              | 刑警隊張        | Nhà sản xuất                      |                                              |
| 1995 | Câu lý nhân                  | Trench People                   | 溝里人          | Nhà sản xuất                      | Giải thưởng "Phi thiên", "5 nhất"            |
| 1995 | Tam Quốc Diễn Nghĩa          | Romance of the Three Kingdoms   | 三國演義        | Nhà sản xuất                      | Giải thưởng "Phi thiên", "5 nhất", "Kim ưng" |
| 1997 | Thủy hử                      | The Water Margin                | 水滸傳          | Thôi Tĩnh Nhà sản xuất            | Giải thưởng "Phi thiên", "5 nhất", "Kim ưng" |
| 1999 | Lam sắc yêu cơ               | Blue Enchantress                | 藍色妖姬        | Nhà sản xuất                      |                                              |
| 2001 | Tiếu ngạo giang hồ           | Laughing in the Wind            | 笑傲江湖        | Vương Nguyên Bá Nhà sản xuất      |                                              |
| 2002 | Thanh Y                      | Qing Yi                         | 青衣            | Huzi Nhà sản xuất                 | Giải thưởng "Phi thiên"                      |
| 2002 | Quan Tây vô cực đao          | Knife of Guanxi                 | 關西無極刀      | Vua nước KaoLan                   |                                              |
| 2003 | Anh hùng xạ điêu             | The Legend of the Condor Heroes | 射鵰英雄傳      | Vương Trùng Dương Nhà sản xuất    |                                              |
| 2003 | Thiên Long bát bộ            | Demi-Gods and Semi-Devils       | 天龍八部        | Uông Kiếm Thông Nhà sản xuất      | Giải thưởng "Kim ưng"                        |
| 2003 | Kích tình đốt cháy năm tháng | Day of Passion and Spirit       | 激情燃燒的歲月  | Nhà sản xuất                      | Giải thưởng "Phi thiên", "5 nhất", "Kim ưng" |
| 2004 | Vĩnh Lạc anh hùng truyện     | Heroes Forever                  | 永樂英雄兒女    | Nhà sản xuất                      |                                              |
| 2004 | Dân công                     | Farmer Laborer                  | 民工            | Nhà sản xuất                      |                                              |
| 2004 | Tuyệt đại song kiều          | The Proud Twins                 | 小魚兒與花無缺  | Old Hongye                        |                                              |
| 2006 | Thần điêu hiệp lữ            | The Return of the Condor Heroes | 神鵰俠侶        | Gia Luật Sở Tài Nhà sản xuất      | Giải thưởng "Tom Online", "Chinese TV Drama" |
| 2006 | Lã Lương anh hùng truyện     | Heroes on Lüliang Mountain      | 呂梁英雄傳      | Nhà sản xuất                      | Giải thưởng "5 nhất", "Kim ưng"              |
| 2006 | A bảo đích cố sự             | Abao De Gushi                   | 阿寶的故事      | Nhà sản xuất                      |                                              |
| 2007 | Bích Huyết Kiếm              | Sword Stained with Royal Blood  | 碧血劍          | Mạnh Bá Phi Nhà sản xuất          |                                              |
| 2008 | Lộc Đỉnh ký                  | Royal Tramp                     | 鹿鼎記          | Nhà sản xuất                      | Giải thưởng "XTEP and Tencent 2008"          |
| 2008 | Binh pháp Tôn Tử             | Bing Sheng                      | 兵聖            | Nhà sản xuất                      |                                              |
| 2008 | Đại Đường du hiệp truyện     | Paladins in Troubled Times      | 大唐游俠傳      | Nhà sản xuất                      |                                              |
| 2009 | Ỷ Thiên Đồ Long ký           | Dragon Saber YiTian             | 倚天屠龍記      | Nhà sản xuất                      |                                              |
| 2009 |                              | Nima De Xiatian                 | 尼瑪的夏天      | Nhà sản xuất                      |                                              |
| 2010 |                              | Zuichu De Mengxiang             | 最初的夢想      | Nhà sản xuất                      |                                              |
| 2011 | Tây du ký                    | Journey to the West             | 西遊記          | Thái thượng lão quân Nhà sản xuất |                                              |
| 2011 |                              | Kongjie De Riji                 | 空姐的日記      | Nhà sản xuất                      |                                              |
| 2013 | Viêm Hoàng đại đế            | Yanhuang Dadi                   | 炎黃大帝        | Nhà sản xuất                      |                                              |
| 2017 | Tân Hiệp khách hành          | Ode To Gallantry                | 侠客行          | Nhà sản xuất                      |                                              |